# Орган (Нью-Мексико)
Орган (англ. Organ) — переписна місцевість (CDP) в США, в окрузі Донья-Ана штату Нью-Мексико. Населення — 242 особи (2020).

## Географія
Орган розташований за координатами 32°25′30″ пн. ш. 106°36′9″ зх. д. / 32.42500° пн. ш. 106.60250° зх. д. (32.425081, -106.602409).  За даними Бюро перепису населення США в 2010 році переписна місцевість мала площу 2,23 км², уся площа — суходіл.

## Демографія
Згідно з переписом 2010 року, у переписній місцевості мешкали 323 особи в 153 домогосподарствах у складі 81 родини. Густота населення становила 145 осіб/км².  Було 195 помешкань (87/км²).
Расовий склад населення:
| - 78,6 % — білих - 2,5 % — чорних або афроамериканців - 2,2 % — корінних американців - 0,3 % — азіатів - 13,3 % — осіб інших рас |

До двох чи більше рас належало 3,1 %. Частка іспаномовних становила 41,5 % від усіх жителів.
За віковим діапазоном населення розподілялося таким чином: 22,3 % — особи молодші 18 років, 61,9 % — особи у віці 18—64 років, 15,8 % — особи у віці 65 років та старші. Медіана віку мешканця становила 46,8 року. На 100 осіб жіночої статі у переписній місцевості припадало 101,9 чоловіків;  на 100 жінок у віці від 18 років та старших — 105,7 чоловіків також старших 18 років.
Цивільне працевлаштоване населення становило 87 осіб. Основні галузі зайнятості: мистецтво, розваги та відпочинок — 26,4 %, транспорт — 24,1 %, оптова торгівля — 17,2 %, освіта, охорона здоров'я та соціальна допомога — 11,5 %.